# Nietążkowo (przystanek kolejowy)
Nietążkowo - wąskotorowy kolejowy przystanek osobowy w Nietążkowie, woj. wielkopolskim, w Polsce.